# Feelin' Red
Feelin' Red è un album di Red Garland, pubblicato dalla Muse Records nel 1979. Il disco fu registrato il 15 maggio del 1978 al C.I. Recording Studio di New York City.

## Tracce
Lato A
1. It's All Right with Me – 8:40 (Cole Porter)
2. You Better Go Now – 4:23 (Bickley S. Reichner, Robert Graham)
3. On a Clear Day – 6:30 (Burton Lane, Alan Jay Lerner)

Lato B
1. Going Home – 8:01 ((Pubblico dominio) addat. di Anton Dvorák, William Arms Fisher)
2. The Second Time Around – 3:13 (Sammy Cahn, James Van Heusen)
3. I Wish I Knew – 3:55 (Mack Gordon, Harry Warren)
4. Cherokee – 5:32 (Ray Noble)

## Musicisti
- Red Garland - pianoforte
- Sam Jones - contrabbasso
- Al Foster - batteria